# Famille de Beauvoir du Roure
Pour les articles homonymes, voir Beauvoir et Roure.
La famille de Beauvoir du Roure est une famille noble éteinte, peut-être issue de la famille de Beauvoir de Marc en Dauphiné,

## Origine

### L'installation des Beauvoir à Prévenchères
La seigneurie de Roure appartenait à la maison de Beauvoir. Leur château était situé sur la commune de Prévenchères, dans le département français de la Lozère. Prévenchères possédait déjà une église en 1119, mentionnée comme une propriété de l'abbaye de Saint Gilles. Au XIIIe siècle, les moines installent un prieuré attenant à l'église dans le bâtiment surnommé le château. Il s'agit plus d'une ferme fortifiée que d'un véritable château. L'ensemble construit du XIe au XVe siècle se compose d'un donjon carré et de deux corps de bâtiment formant équerre à l'est.

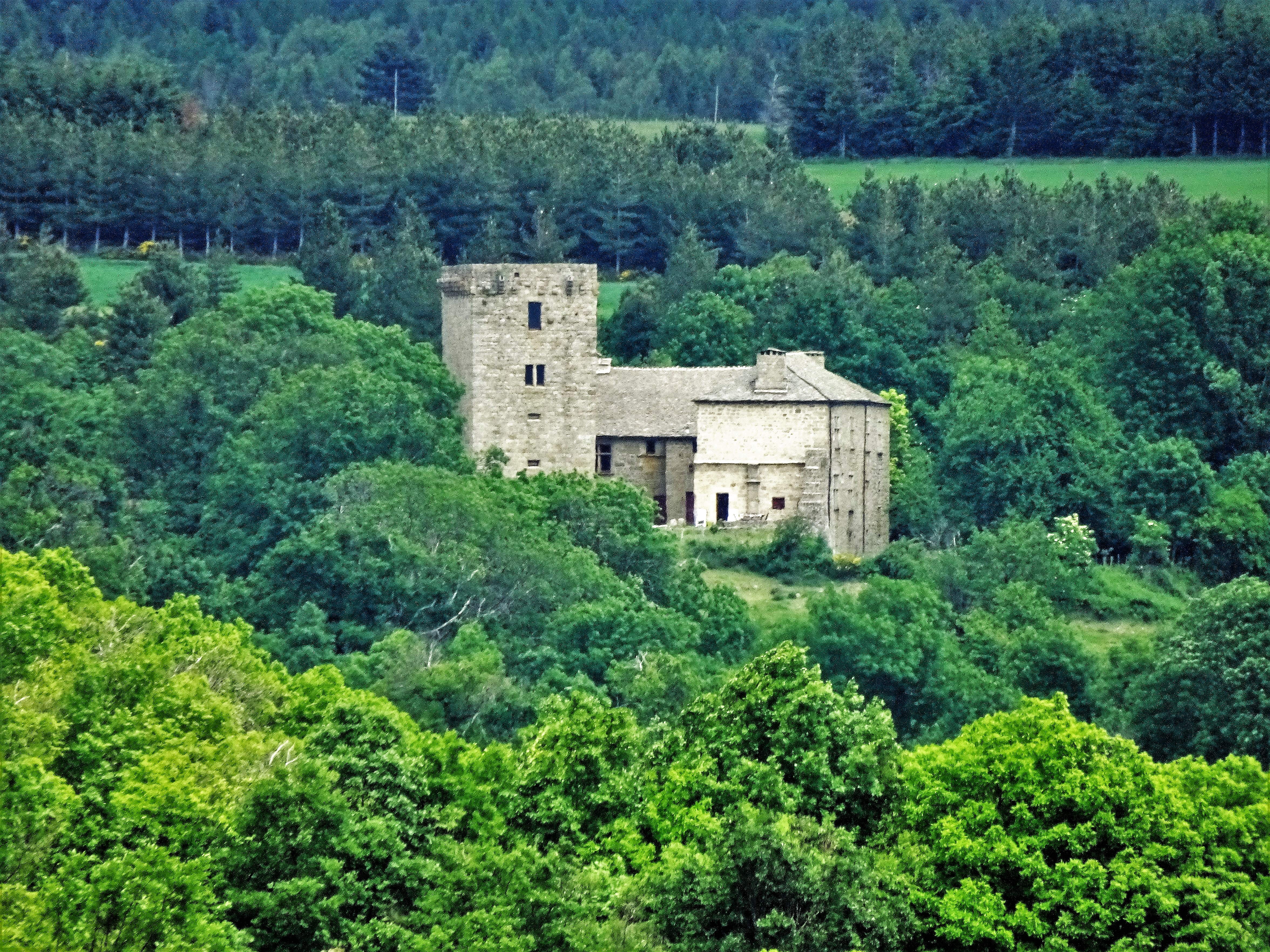
Lozère, le Château du Roure à Prévenchères

L'origine de la famille de Beauvoir du Roure commence, selon l'historien Louis de la Roque, par le mariage de Guillaume de Beauvoir, chevalier originaire du Dauphiné qui passa le Rhône, s'établit en Gévaudan. Il prit possession de la terre du Roure vers 1263 par son mariage avec Gertrude, dame du Roure.
Il existe en réalité un Beauvoir en Gévaudan qui épouse Gertrude du Roure en 9??. Leur fils ? de Beauvoir du Roure, Sgr de Montbéliard, épouse Hermensinde de Narbonne en 1008. Suit Aimeric de Beauvoir du Roure (marié avec Dragonette de Randon) et leur fils, Guillaume de Beauvoir du Roure qui épouse Alix de la Garde en 1042.
Jacques de Beauvoir du Roure, dans le journal : La vie d'un gentilhomme de l'Uzège et les événements en Vivarais en cours du XVIIe siècle, fait remonter la filiation jusqu'à Guillaume de Beauvoir, marié avec Alix de la Garde en 1042.
Selon Marc Gauer, un Guillaume de Beauvoir était chanoine de Mende en 1260.
En 1272, sont présents à Banne, Guillaume de Brésis et son gendre Pierre de Beauvoir, mari de Guigone de Brésis .

### Les premiers Beauvoir du Roure en Gévaudan
L'historien et archiviste Yannick Chassin du Guerny relève différents actes :
En avril 1279, Guillaume de Randon, seigneur du Luc, fait remettre un prisonnier en présence de Guillaume de Beauvoir.
Au lieu-dit les Malons, en 1295 ,sont effectuées des reconnaissances par Guillaume et Guigon de Beauvoir, seigneurs du Roure, Pierre de Lussan, co-seigneur de Banne et La Garde-Guérin, et un autre Guillaume de Beauvoir.
En 1311, Guillaume de La Garde chevalier cède deux muids de vin à noble Guillaume de Beauvoir, prieur de la Vastre, administrateur des biens de noble Guillemet de Beauvoir, damoiseau héritier de feu noble Guy de Beauvoir.
Le lien avec la famille du Roure est mentionné en avril 1317, lors d'une reconnaissance par les habitants des Malons en faveur de messire Pierre du Roure, curateur de Guillaume de Beauvoir.
En 1345, Guigues de Beauvoir est cité fils et héritier de Guillaume de Beauvoir, seigneur du Roure, lors de la cession de territoires et de cens à la paroisse des Malons.

## Généalogie
Cette famille s'établit dans le Gévaudan et le Vivarais et a donné naissance à plusieurs branches.
Les descendants seront seigneurs du Roure et de Banne, de Vernon, de Grisac, de Brison, de Beaumont, Barjac, des Vans, de Verfeuil, et autres lieux.
- Guillaume VI de Beauvoir du Roure, (vers 1376-1420), chevalier seigneur du Roure et de Banne, coseigneur de Vernon, fils de Gui ou Guigon de Beauvoir du Roure, chevalier, seigneur de Beauvoir, du Roure et de Planchamp et de Doulce de Montaren; marié le 25 janvier 1401 à Smaragde de Beaumont, héritière de Beaumont-en-Vivarais, fille de Pons de Beaumont et de Marguerite Pelet qui lui donna quatre filles et trois fils dont :
  - Guy de Beauvoir du Roure, né vers 1393 , seigneur du Roure et de Banne, coseigneur de la Garde-Guérin et de Planchamp ; marié le 26 juin 1426 [11] à Fontarèches à  Antonie de Gardies née vers 1405, damoiselle du Château de Fontarèches, dont : 
    - Guillaume de Beauvoir du Roure, (vers 1427-après 1499), chevalier, seigneur du Roure, de Saint-Florent, de Castillon et de Banne, épouse le 2 mai 1472[11] Urbaine de Grimoard, dame de Grizac de Verfeuil, des Ponchets et de Bellegarde, fille d'Antoine de Grimoard (1400-1452), seigneur de Grizac  et Randon, Baron de Verfeuil, et d'Algaye de Cayres. Cette alliance apporta à la branche aînée des Beauvoir de Roure la seigneurie de Grizac, et à partir de cette date elle joignit à son nom et à ses armes le nom et les armes de Grimoard. Le couple eu huit filles et trois fils dont :
      - Claude de Grimoard de Beauvoir du Roure, (vers 1475-1557), baron du Roure, seigneur de Banne, de Grizac, seigneur de Castillon et Saint-Florent, capitaine de cent hommes d'armes, il combattit en Lorraine, testa en 1547 et 1551 aux Vans (Ardèche), et mourut en 1557, inhumé à Valhey (près de Lunéville) ; marié le 7 septembre 1520[11] à Beaucaire avec Florette de Porcelet, fille de Pierre, seigneur de Maillane et de Fournès , gouverneur de Beaucaire, et de Marguerite de Piquet, qui lui donna quatre filles et dix garçons dont :
        - Louis de Grimoard de Beauvoir du Roure, (vers 1523- 28 mars 1593), baron de Saint-Florent, seigneur de Beauvoir, auteur de la branche de Saint-Florent[11], marié fin 1560 à Banne avec Jeanne de Sarratz, se convertit et devint membre du conseil du  protestantisme sous Henri Ier de Montmorency[5] : 
          - un de ses fils Pierre, sous le nom de "Saint Florent", combattit sous les ordres de Henri II, Duc de Rohan, chef du parti calviniste de 1622 à 1629 ; un autre fils, Jacques, seigneur de Pazanan, était un chef protestant sous le nom de "Beauvoir"[5].

        - Jacques de Grimoard de Beauvoir du Roure, né vers 1532, auteur de la branche de Brahic et d'Elze[11], marié le 15 mai 1580 avec Suzanne d'Izarn, dont : 
          - Balthazar, Baron d'Elze et la Figère, avec une descendance au XVIIIe siècle dans le territoire des Vans.

        - Jean de Grimoard de Beauvoir du Roure, (né vers 1527), seigneur de Saint-Brès, marié vers 1550 avec Jeanne de David, auteur de la branche de Brès[11], dont : 
          - Antoine de Grimoard de Beauvoir du Roure, (vers 1552-2 septembre 1622), seigneur de Saint Remèze, baron de Saint-Brès, Aiguèze.

        - Antoine de Grimoard de Beauvoir du Roure, (vers 1521-1595), qui continua la filiation des seigneurs de Grizac, de Banne et du Roure, époux de Claudine de La Fare, dont :
          - Jacques de Grimoard de Beauvoir du Roure (1559-1637), chevalier, comte du Roure, marquis de Grizac, et de Banne, maréchal de camp, gentilhomme de la Chambre. Il sut gagner les faveurs d'Henri IV qui érigea en comté la terre du Roure et de Grizac par lettres patentes de janvier 1608[11]. Il lutta contre le duc du Rohan, et lors de la prise de Privas en mai 1629, ses cousins Jacques et Pierre de la branche de Saint-Florent durent abattre les fortifications de leurs possessions de Barjac[5]. Il épousa le 23 juillet 1599[11] Jacqueline de Montlaur de Maubec, dont, parmi une dizaine d'enfants, 
            - François Scipion de Grimoard de Beauvoir de Montlaur, (vers 1609 -18 janvier 1669), comte du Roure, marquis de Grizac, baron de Banne, baron de Barjac, conseiller d'État du Languedoc et mestre de camp du régiment du Roure [11], mari de Grésinde de Baudan.
              - Son fils Louis Pierre Scipion, (1645- 24 avril 1733), en sus des titres comtaux de ses ancêtres, fut lieutenant Général au Gouvernement du Languedoc, gouverneur de la ville et de la citadelle de Pont-Saint-Esprit[5], et se maria le 9 janvier 1666[11] avec Claude Marie de Guast d'Artigny.
                - Un de leurs fils Louis Scipion, qui possédait les mêmes honneurs, décéda à la bataille de Fleurus le 01 juillet 1690[11]. Son fils, Louis Claude Scipion décédé le 15 juillet 1752, hérita des mêmes titres, puis son petit-fils Denis Auguste, décédé en 1814, fut le dernier comte du Roure, seigneur de Banne ; ce dernier était également marquis de Grizac, baron de Barjac, Florac et des États du Languedoc, maréchal des camps et des armées du roi, gouverneur de Pont-Saint-Esprit[11],[5].

  - Foulques de Beauvoir du Roure, dit Foulques de Beaumont, (né vers 1405), co-seigneur de Vogüé, seigneur de Beaumont, auteur de la branche de Beaumont, marié en 1442 avec Catherine de Montbrun, dame de Maureilhan. Pons de Beaumont testa le 4 février 1435 et donna le mandement de Beaumont à son petit-fils Foulques de Beauvoir du Roure à la charge de porter le nom et les armes de Beaumont[11]. Neuf générations plus tard, Nicolas Louis Auguste de Beauvoir du Roure de Beaumont-Brison, (25 août 1753- 1843), vicomte du Roure, de Brison, chevalier, commandeur de saint Lazare, baron des États du Languedoc se marie le 26 août 1782, à Paris avec Denise de Grimoard de Beauvoir du Roure, (22 janvier 1763 -2 mai 1846)[11],[5], fille de Denis Auguste, comte du Roure mentionné ci-dessus, et réunit les deux branches séparées depuis 1420.

## Personnalités
- Joachim de Beauvoir du Roure (1577-1628).
- Louis-Henri-Scipion du Roure (1763-1823).
- Scipion de Grimoard de Beauvoir (1609-1669), comte du Roure, marquis de Grisac, baron de Barjac, chevalier du Saint-Esprit, colonel du régiment du Roure cavalerie, élevé près de Gaston frère de Louis XIII par les soins du maréchal d'Ornano son parent il fut toujours honoré des faveurs et de l'amitié de ce prince qui le fit son premier chambellan à la mort d'Alphonse d Ornano[12].
- Denis-Scipion, comte du Roure (1759-1822), comte de Beaumont-Brison, capitaine de vaisseau, contre-amiral des armées navales[11].
- Auguste-François-Louis-Scipion du Roure de Beaumont (1783-1858), maréchal de camp, il doit à ses liens avec la famille Sébastiani d'être élu député de la Corse de 1846 à 1848, siégeant dans la majorité soutenant la monarchie de Juillet.

## Châteaux
- Château du Roure
- Château de Banne
- Château des Roure à Labastide-de-Virac
- Château des comtes du Roure à Barjac

## Armoiries
| Image                                 | Armoiries de la famille de Beauvoir |
| ------------------------------------- | --- |
|                                       | Maison de Beauvoir, en Viennois/Dauphiné, connue depuis le XIIe siècle Écartelé d'or et de gueules OuD'or au lion de gueules. - Une branche en Gévaudan est issue d'un mariage de Guillaume de Beauvoir avec Gertrude du Roure, héritière du nom et des armes de sa famille. - L’extinction de la branche principale vers 1450 fait de la maison de Beauvoir du Roure les uniques représentants de cette ancienne maison. - La branche aînée de la maison de Beauvoir du Roure ajouta le nom de Grimoard, à la suite du mariage de Guillaume de Beauvoir avec Urbaine de Grimoard-Senhoret, en 1472. |
| Blason à dessiner                     | Beauvoir du Roure de Beaumont : La seigneurie de Beaumont, en Vivarais, qui appartenaient à la maison de Beaumont, fut donnée a Foulques, puîné de la maison de Beauvoir du Roure, par Smaragde de Beaumont, sa mère, femme de Guillaume de Beauvoir du Roure, le 4 décembre 1435 ; et par Pons de Beaumont, son aïeul maternel, le 6 février 1435, à la charge, par ledit Foulques, de porter le nom et les armes de Beaumont. Cette seigneurie fut érigée en baronnie par lettres patentes de Louis XIII du 18 août 1616. Parti de gueules au chêne d'or à quatre branches passées en double cercle et ayant ses racines; de gueules au lion d'or au chef échiqueté de trois tires d'argent et de sable.,                                                                                               |
| Blason à dessiner · Beauvoir du Roure | Beauvoir du Roure alias Grimoard de Beauvoir du Roure Écartelé : aux 1 et 4 d'or au lion de gueules (qui est de Beauvoir) ; aux 2 et 3 d'azur, au chêne d'or englanté d'or à 3 racines et 4 branches passées en sautoir de même (qui est du Roure). Ou Grimoard : De gueules, au chef emanché d'or de quatre pièces. Écartelé : aux 1 et 4 d'or au lion de gueules (qui est de Beauvoir) ; aux 2 et 3 de gueules, émanché d'or de quatre pièces au chef (qui est de Grimoard) ; sur le tout : d'azur, au chêne d'or englanté d'or à 3 racines et 4 branches passées en sautoir de même (qui est du Roure)., Devise« A vetustate robur » Les deux branches de la famille se réunissent avec le mariage, en 1782, de Nicolas de Beauvoir du Roure de Beaumont avec Denise de Grimoard de Beauvoir du Roure. |